# Majandra Delfino
Majandra Delfino, właściwie Maria Alejandra Delfino (ur. 20 lutego 1981 w Caracas w Wenezueli) – amerykańska aktorka filmowa i telewizyjna. Majandra to pseudonim aktorki, pochodzący od jej dwóch imion, wymyślony przez jej siostrę.

## Życiorys
Ojciec Majandry jest Wenezuelczykiem, matka jest pochodzenia kubańsko-amerykańskiego. Siostra, Marieh Delfino, również jest aktorką. Kiedy Majandra miała trzy lata, jej rodzina przeniosła się do Miami. Delfino interesowała się baletem, śpiewała i brała lekcje aktorstwa. Szybko zaczęła występować w szkolnych przedstawieniach i środowiskowych produkcjach teatralnych. W wieku dziesięciu lat zatańczyła w Dziadku do Orzechów (The Nutcracker) z Miami Ballet. Mając jedenaście lat, dołączyła do śpiewającego dziewczęcego kwartetu o nazwie China Doll. Zespół ten, w którym występowała także najlepsza przyjaciółka Majandry, Samantha Gibb (córka Maurice’a Gibba z Bee Gees), specjalizował się w muzyce stylizowanej na latynoską. China Doll wystąpił przed Bee Gees na benefisowym koncercie w Miami Beach. Kilka lat później Majandra i Samantha opuściły zespół, lecz nadal, jako duet, pisały i nagrywały piosenki. Kiedy Majandra miała piętnaście lat, rodzice, zaniepokojeni jej aktorskimi aspiracjami, dali jej pół roku na zagranie jakiejś roli. Gdyby jej się to nie udało, miała się skoncentrować wyłącznie na szkole. W przeciągu miesiąca Majandra zdobyła własnego agenta i wkrótce otrzymała rolę córki Kathleen Quinlan w filmie Zeus & Roxanne. Następnego lata zagrała w swoim pierwszym serialu; wystąpiła jako najstarsza córka Tony’ego Danzy w The Tony Danza Show. Na dużym ekranie Majandra zadebiutowała w horrorze komediowym Piszcz, jeśli wiesz co zrobiłem w ostatni piątek trzynastego, w którym pojawiła się w jednej z głównych ról. Wystąpiła także w niezależnej produkcji The Learning Curve oraz w nominowanym do Oscara filmie Stevena Soderbergha Traffic. Największą sławę Delfino zdobyła rolą Marii De Luca w serialu Roswell. Grając Marię, mogła pokazać swoje umiejętności aktorskie i muzyczne, ponieważ Maria była początkującą piosenkarką.
Obecnie Majandra mieszka w Los Angeles wraz z mamą, siostrą i psem. Kontynuuje karierę aktorską, lecz wróciła także do swojej pierwszej miłości, czyli muzyki, i nagrywa płytę.

## Wybrana filmografia
- 2009 – W matni (film TV)